# 埃普特河畔埃拉尼
埃普特河畔埃拉尼（法語：Éragny-sur-Epte，法語發音：[eʁaɲi syʁ ɛpt]）是法国瓦兹省的一个市镇，属于博韦区。

## 地理
埃普特河畔埃拉尼（49°18'56"N, 1°46'26"E）面积8.53 平方千米，位于法国上法蘭西大區瓦兹省，该省份为法国北部内陆省份，北起索姆省，西接厄尔省和滨海塞纳省，南至塞纳-马恩省和瓦兹河谷省，东临埃纳省。
与埃普特河畔埃拉尼接壤的市镇（或旧市镇、城区）包括：埃普特河畔巴赞库尔、日索尔、弗拉瓦库尔、塞里方丹、特里堡。

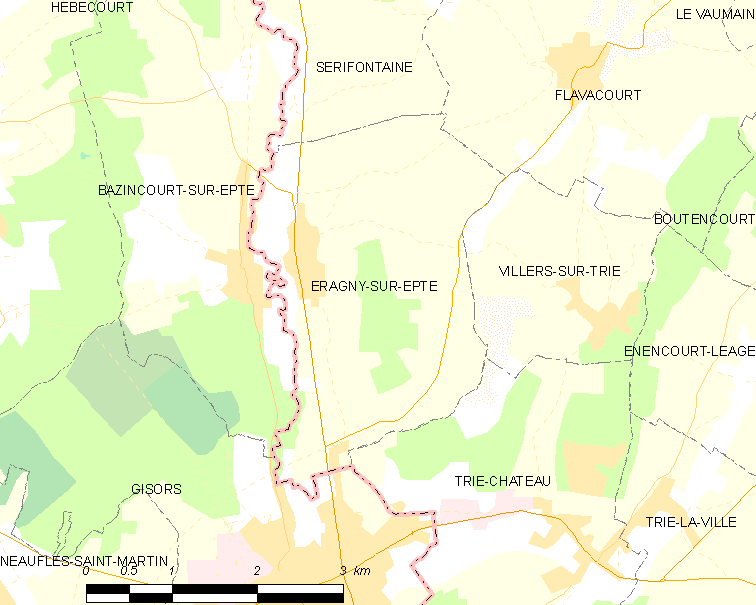
埃普特河畔埃拉尼的OSM定位图

埃普特河畔埃拉尼的时区为UTC+01:00、UTC+02:00（夏令时）。

## 行政
埃普特河畔埃拉尼的邮政编码为60590，INSEE市镇编码为60211。

## 政治
埃普特河畔埃拉尼所属的省级选区为韦克桑地区肖蒙县。

## 人口

1962-2008年间埃普特河畔埃拉尼人口变化图示

埃普特河畔埃拉尼于2022年1月1日时的人口数量为599人。